# Лядо (Гомельская область)
Лядо (бел. Ляда) — посёлок в Неглюбском сельсовете Ветковского района Гомельской области Белоруссии.

## География

### Расположение
В 36 км на северо-восток от Ветки, 58 км от Гомеля, 46 км от железнодорожной станции Добруш (на линии Гомель — Вышков).

## Транспортная сеть
Транспортные связи по просёлочной, затем автомобильной дороге Столбун — Гомель. Планировка состоит из почти прямолинейной, близкой к широтной ориентации улицы, застроенной деревянными домами усадебного типа.

## История
Основан в начале 1920-х годов на бывших помещичьих землях переселенцами из соседних деревень. В 1930 году жители вступили в колхоз. Во время Великой Отечественной войны 8 жителей погибли на фронте. В 1959 году в составе совхоза «Дружба» (центр — деревня Неглюбка). Располагался фельдшерско-акушерский пункт.

## Население

### Численность
- 2004 год — 22 хозяйства, 34 жителя.

### Динамика
- 1940 год — 36 дворов, 119 жителей.
- 1959 год — 198 жителей (согласно переписи).
- 2004 год — 22 хозяйства, 34 жителя.